# Lajos (keresztnév)
A Lajos  a régi germán Chlodovech névnek a francia Louis formájából származik: Lajos < Louis francia < Clouis ófrancia < Clovis középkori latin ’Clodovicus becézése’ < Clodovicus középkori latin < Chlodovech ófelnémet < Hluodowig ófelnémet < *hluda ősgermán ’híres’ (vö. loud angol ’hangos’) + *wiga ősgermán ’háború’. Női párja a Ludovika és a Lujza.

## Rokon nevek
- Ludvig:[1] ónémet eredetű férfinév, jelentése: híres + harc.

## Gyakorisága
Az 1990-es években a Lajos még gyakori, bár a népszerűsége csökkent, a 2000-es években a  63-74. leggyakoribb férfinév, kivéve 2008-at, amikor nem volt az első százban, a Ludvigot a 90-es években nem lehetett anyakönyvezni, a 2000-es években nincs az első százban.

## Névnapok
- augusztus 19.[2]
- augusztus 25.[2]
- október 10.[2]

## Híres Lajosok, Ludvigok
| - Ajkay Lajos orvosprofesszor - Louis Aragon - Asbóth Lajos (1803–1882) honvéd tábornok - Aulich Lajos (1793–1849) honvéd tábornok, hadügyminiszter - Áprily Lajos (1887–1967) költő, műfordító - Balassovits Lajos iskolaigazgató - Balázsovits Lajos színművész - Balthazár Lajos vívó - Baróti Lajos labdarúgó, edző - Batthyány Lajos (1807–1849) gróf, az első magyar miniszterelnök - Bágyuj Lajos restaurátor - Bárdos Lajos zeneszerző - Básti Lajos színész - Ludwig van Beethoven zeneszerző - Berta-Somogyi Lajos (meseíró, költő) - Louis Auguste Blanqui (1805-1881) francia szocialista politikus - Beliczay Lajos ügyvéd - Beniczky Lajos honvéd ezredes, kormánybiztos, az 1848–49-es szabadságharc utáni magyar függetlenségi szervezkedések egyik vezetője - Louis de Bernières író - Blázy Lajos evangélikus lelkész - Bobor Lajos orvos - Bokros Lajos közgazdász, politikus, pénzügyminiszter, egyetemi tanár - Jorge Luis Borges író - Boros Lajos műsorvezető - Boross Lajos jogász - Boskó Lajos tanár - Louis Braille a vakírás létrehozója - Bruck Lajos festőművész - Bruszt Lajos orvos - Bruz Lajos író - Buzás Lajos tanár, költő - Chappon Lajos vívómester, honvédtiszt - Csernátony Lajos újságíró, politikus - Csuha Lajos szinkronszínész - Dinnyés Lajos miniszterelnök - Faluvégi Lajos politikus - Louis de Funès francia színész - Galambos Lajos író - Galambos Lajos (Lagzi Lajcsi), zenész , előadóművész, műsorvezető, - Göllner Lajos orvos - Gönczy Lajos olimpiai bronzérmes atléta, magasugró - Gulácsy Lajos festőművész - Hajdu Lajos dr. algológus kutató - Hollós Korvin Lajos író - Hentaller Lajos politikus, publicista - Kacskovics Lajos (1806-1891) író, akadémikus - Kazinczy Lajos (1820–1849) honvéd ezredes, aradi vértanú - Kassák Lajos (1887–1967) író, költő - Koltai Lajos operatőr, filmrendező - Kósa Lajos politikus - Kossuth Lajos Magyarország kormányzója - Kuntár Lajos újságíró, könyvtáros, népmesegyűjtő, pedagógus, művelődéstörténész - Kű Lajos labdarúgó - Landerer Lajos nyomdász - Ligeti Lajos orientalista - Lőrincz Lajos (1935–2010) jogász, közigazgatás-tudós, az MTA rendes tagja - Lőrincze Lajos nyelvész - Maszlay Lajos olimpiai bronzérmes, világbajnok vívó - Mikes Lajos, irodalmár - Miller Lajos operaénekes - Mocsai Lajos kézilabdázó, kézilabdaedző - Molnár Lajos orvos, miniszter - Őze Lajos színész - Pákey Lajos építész - Portisch Lajos (1937) sakkozó - Pósa Lajos író - Ludwig Reissenberger erdélyi szász történész, természettudós - Schedius Lajos az esztétika professzora, lapszerkesztő, térképszerkesztő, dramaturg, pedagógiai szakíró - Ľudovít Štúr, politikus, költő, író, újságíró, tanár, filozófus és nyelvész - Robert Louis Stevenson író - Szikszai Lajos Szilágy vármegye alispánja, 1848-as forradalmár és szabadságharcos, politikus - Szilvási Lajos író - Louis Leakey angol régész, őstörténet-kutató - Tabák Lajos fotográfus - Tavasi Lajos pedagógus - Terkán Lajos csillagász - Tihanyi Lajos festőművész - Tisza Lajos politikus, miniszter - Tóth Lajos animációs tervező - Ungvári Lajos Kossuth-díjas szobrászművész - Ürmössy Lajos hírlapíró - Vajda Lajos festőművész - Vargyas Lajos zenetudós, népzenekutató - Ludwig von Welden császári és királyi táborszernagy - Werkner Lajos kétszeres olimpiai bajnok vívó | Uralkodók Magyarország I. (Nagy) Lajos magyar és lengyel király II. Lajos magyar és cseh király Német-római császárok I. Jámbor Lajos II. Lajos III. Vak Lajos IV. Bajor Lajos Franciaország I. Jámbor Lajos II. Lajos III. Lajos IV. Tengerentúli Lajos V. Lajos VI. (Kövér) Lajos VII. (Ifjú) Lajos VIII. (Oroszlán) Lajos IX. (Szent) Lajos X. (Civakodó) Lajos XI. Lajos XII. Lajos XIII. Lajos XIV. Lajos, a Napkirály XV. (Szeretett) Lajos XVI. Lajos XVIII. Lajos Bajorország I. Lajos bajor király II. Lajos bajor király III. Lajos bajor király |